# NGC 5671
NGC 5671 ist eine 13,4 mag helle Balkenspiralgalaxie vom Hubble-Typ SBb im Sternbild Kleiner Bär und etwa 410 Millionen Lichtjahre von der Milchstraße entfernt.
Sie wurde am 6. Mai 1791 von Wilhelm Herschel mit einem 18,7-Zoll-Spiegelteleskop entdeckt, der sie dabei mit „vF, pL, R, bM“ beschrieb.